# Desa Krisik (administrativ by i Indonesien, lat -7,84, long 111,74)
Desa Krisik är en administrativ by i Indonesien.   Den ligger i provinsen Jawa Timur, i den västra delen av landet, 600 km öster om huvudstaden Jakarta.